# Peter Poulsen

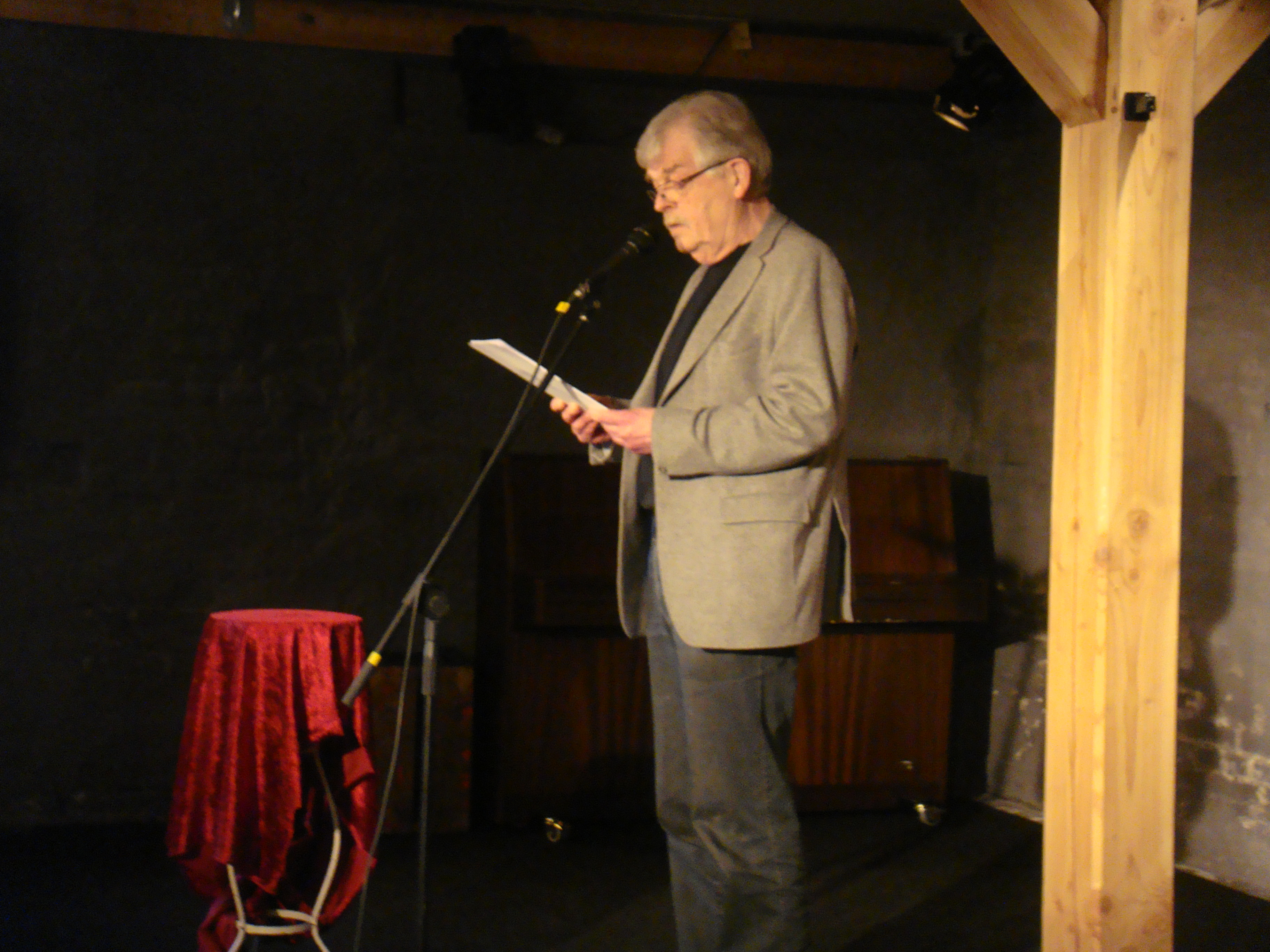
Peter Poulsen.

Peter Poulsen, född 29 juli 1940, död 28 augusti 2024, var en dansk författare. Han verkade även som översättare, manusförfattare och filmkonsulent. 
Poulsen studerade litteraturvetenskap vid Köpenhamns universitet, och var 1962-69 korrekturläsare för Politiken. Han debuterade med diktsamlingen Udskrifter 1966. Hans tidiga verk var mest lyrik i modernistisk stil. Han har också skrivit romaner och dramatik. Han var 1985-1988 filmkonsulent vid Det danske filminstitut.

## Filmografi

### Filmmanus
- 1992 - Sofie [6][7]

### Filmkonsulent (urval)
- 1987 - Pelle Erövraren [8]
- 1988 - Vid vägen [9]
- 1988 - Rami og Julie [10]